# Caenis aethiopica
Caenis aethiopica is een haft uit de familie Caenidae. De wetenschappelijke naam van de soort is voor het eerst geldig gepubliceerd in 1935 door Navás.
De soort komt voor in het Afrotropisch gebied.